# Sigma Boy
Sigma Boy (en ruso: Сигма Бой) es una canción de las blogueras rusas Betsy, de 11 años, y Maria Yankovskaya, de 12, lanzada como sencillo por el sello discográfico Rhymes Music el 4 de octubre de 2024. Se hizo viral en TikTok y llegó a las listas de Spotify, YouTube, Shazam, Apple Music e iTunes. En Spotify, encabezó la lista Viral 50 Global.

## Antecedentes y versión
Betsy había estado grabando canciones durante varios años. En particular, su "Simple Dimple Pop It Squish" ("Симпл Димпл Поп Ит Сквиш") fue popular en Asia. Maria Yankovskaya es bloguera y presentadora habitual de СTC Kids, un canal de televisión infantil ruso. El 19 de octubre de 2024, Betsy y Maria Yankovskaya recibieron el premio CTC Kids' SuperLikeShow en la categoría "Super Trend". También interpretaron su canción "Sigma Boy" en el escenario durante la ceremonia de premiación.
La canción fue escrita por el padre de Betsy, el compositor Mijaíl Chertishchev en colaboración con la cantante de rock Mukka, más notable por la canción «Girl with a Bob Haircut» (en ruso: Девочка с каре). Según Chertishchev, cuando se escriben canciones, éstas le llegan espontáneamente y al principio "no tienen ningún significado". Los graba en un dictáfono y luego evalúa su "viralidad".
El éxito de la canción se atribuye al boca a boca de TikTok. En particular, el TikToker alemán Streichbruder inició una tendencia en la que ponía la canción a todo volumen en el transporte público.

## Composición
La canción ha sido descrita por algunos como podredumbre cerebral, debido a que su letra es vista como absurda debido a su uso del término sigma.
Según Betsy, el significado de la canción es la idea es que Masha y yo somos geniales, y el Sigma Boy está tratando de conquistarnos, y nosotros también estamos tratando de conquistarlo a él. También ha explicado que el Sigma Boy es un chico muy seguro de sí mismo que no necesita a nadie. Al mismo tiempo, todas las chicas se enamoran de él.

## Posicionamiento en listas
| Lista (2025)                              | Mejor posición |
| ----------------------------------------- | -------------- |
| Alemania (Offizielle Deutsche Charts)     | 56             |
| Austria (Ö3 Austria Top 40)               | 30             |
| Eslovaquia (Singles Digitál Top 100)      | 40             |
| República Checa (Singles Digitál Top 100) | 24             |
| Suecia (Sverigetopplistan)                | 58             |
| Estados Unidos (Hot Dance/Pop Songs)      | 7              |